# Гримальди (Калабрия)
Гримальди (итал. Grimaldi) — коммуна в Италии, располагается в регионе Калабрия, подчиняется административному центру Козенца.
Население составляет 1867 человек, плотность населения составляет 78 чел./км². Занимает площадь 24 км². Почтовый индекс — 87034. Телефонный код — 0984.
Покровителями коммуны почитаются святые апостолы Пётр и Павел, празднование 29 июня.